# Falero (demo)
Falero (in greco antico: Φάληρον?, Pháleron) era il nome di un demo dell'Attica, situato sulla sua costa occidentale, a circa otto chilometri a sud-ovest di Atene.

## Storia e descrizione
Il Falero era il principale porto di Atene prima che Temistocle, nel 493 a.C., fortificasse il Pireo, dal momento che era più vicino alla parte antica della città (che si sviluppava a sud dell'Acropoli) ed era collegato al centro abitato con una strada praticabile tutto il tempo dell'anno, mentre il Pireo era preceduto da una zona paludosa. Si trattava più di una rada dove erano ormeggiate le barche che di un porto vero e proprio con banchine e magazzini e vi sfociavano i fiumi Cefiso e Ilisso.
Falero non era racchiuso nelle mura del Pireo, ma si trovava poco distante da esse lungo la costa. Il territorio occupato dall'antico demo ora si trova nell'entroterra: questo si capisce grazie al resoconto della sconfitta degli Spartani, che erano sbarcati al Falero, ad opera della cavalleria tessala dei Pisistratidi tramandatoci da Erodoto. La zona attuale, infatti, non si presta ad un attacco di cavalleria, mentre l'entroterra, nei pressi della cappella di San Giorgio, presenta un terreno molto più aperto e sgombro da ostacoli.
Vicino alla stessa cappella, inoltre, sono stati rinvenuti i resti delle mura faleriche, cinque stadi più corte delle lunghe mura che collegavano Atene al Pireo.
Il porto era molto importante nella mitologia, in quanto da qui si diceva che fossero salpati i soldati diretti a Troia e Teseo nel viaggio verso Creta. Strabone, citando Filocoro, afferma che il Falero era una delle dodici città fondate in Attica dal mitico re di Atene Cecrope, e che in seguito Teseo aveva unito nella città di Atene.
Dopo la battaglia di Maratona (490 a.C.) i Persiani, nella manovra di aggiramento dell'Attica, cercarono di approdare al Falero, ma non lo fecero vedendo i soldati greci a Cinosarge. Qui si radunò la flotta persiana prima e dopo la battaglia di Salamina (480 a.C.) e gli invasori distrussero molti edifici religiosi.
Il porto del Falero fu poco usato dal V secolo a.C. in poi, ma non fu smantellato e continuò ad esistere fino al I secolo d.C., quando Pausania il Periegeta vi descrive i templi di Zeus Demetrio, Apollo Delio, Era ed Atena Scira (quest'ultimo detto da Plutarco "di Sciro"). Erano inoltre presenti nel demo templi del dio ignoto, dei figli di Teseo e dell'argonauta Falero, l'eroe eponimo del demo. C'era anche un Eleusino, dove i sacerdoti dei misteri facevano il bagno in mare. Il demo, insieme a quelli di Pireo, Xipete e Timetade, apparteneva alla comunità dei tetrákomoi, particolarmente devota ad Eracle. Sul luogo si trovavano la tomba di Aristide e la corte di giustizia del Palladio, dove venivano processati gli omicidi involontari. Il pesce pescato nel mare di fronte al demo, in particolare lo spratto e lo spinotto, era molto apprezzato.
Oggi Falero è divisa amministrativamente in due parti: Paleo Falirou (antica Falero) è un comune, mentre la Falero nuova (Nea Falirou) appartiene al comune del Pireo; in quest'ultima si trova il velodromo che ospitò alcune gare dei Giochi della I Olimpiade.